# 東淵野辺
東淵野辺（ひがしふちのべ）は、神奈川県相模原市中央区の町名。現行行政地名は東淵野辺一丁目から東淵野辺五丁目。住居表示実施済区域。

## 地理
中央区の南東部に位置し、北西に共和と淵野辺と淵野辺本町、北東に東京都町田市木曽西、南東に南区古淵、南西に南区大野台と接している。

## 世帯数と人口
2020年（令和2年）10月1日現在（国勢調査）の世帯数と人口（総務省調べ）は以下の通りである。
| 丁目           | 世帯数    | 人口     |
| -------------- | --------- | -------- |
| 東淵野辺一丁目 | 715世帯   | 1,808人  |
| 東淵野辺二丁目 | 465世帯   | 1,141人  |
| 東淵野辺三丁目 | 861世帯   | 2,055人  |
| 東淵野辺四丁目 | 1,486世帯 | 3,462人  |
| 東淵野辺五丁目 | 1,067世帯 | 2,444人  |
| 計             | 4,594世帯 | 10,910人 |

### 人口の変遷
国勢調査による人口の推移。
| 年                 | 人口   |
| ------------------ | ------ |
| 1995年（平成7年）  | 6,749  |
| 2000年（平成12年） | 8,301  |
| 2005年（平成17年） | 9,251  |
| 2010年（平成22年） | 10,261 |
| 2015年（平成27年） | 10,529 |
| 2020年（令和2年）  | 10,910 |

### 世帯数の変遷
国勢調査による世帯数の推移。
| 年                 | 世帯数 |
| ------------------ | ------ |
| 1995年（平成7年）  | 2,425  |
| 2000年（平成12年） | 3,010  |
| 2005年（平成17年） | 3,580  |
| 2010年（平成22年） | 4,110  |
| 2015年（平成27年） | 4,218  |
| 2020年（令和2年）  | 4,594  |

## 事業所
2021年（令和3年）現在の経済センサス調査による事業所数と従業員数は以下の通りである。
| 丁目           | 事業所数  | 従業員数 |
| -------------- | --------- | -------- |
| 東淵野辺一丁目 | 23事業所  | 181人    |
| 東淵野辺二丁目 | 25事業所  | 134人    |
| 東淵野辺三丁目 | 25事業所  | 148人    |
| 東淵野辺四丁目 | 77事業所  | 1,128人  |
| 東淵野辺五丁目 | 67事業所  | 615人    |
| 計             | 217事業所 | 2,206人  |

### 事業者数の変遷
経済センサスによる事業所数の推移。
| 年                 | 事業者数 |
| ------------------ | -------- |
| 2016年（平成28年） | 252      |
| 2021年（令和3年）  | 217      |

### 従業員数の変遷
経済センサスによる従業員数の推移。
| 年                 | 従業員数 |
| ------------------ | -------- |
| 2016年（平成28年） | 2,074    |
| 2021年（令和3年）  | 2,206    |

## 学区
市立小・中学校に通う場合、学区は以下の通りとなる（2022年8月時点）。
| 丁目           | 番地                  | 小学校                   | 中学校               |
| -------------- | --------------------- | ------------------------ | -------------------- |
| 一丁目～四丁目 | 全域                  | 相模原市立淵野辺東小学校 | 相模原市立共和中学校 |
| 五丁目         | 1番～ 3番、18番～21番 | 相模原市立共和小学校     | 相模原市立共和中学校 |
| 五丁目         | 4番～17番、22番～31番 | 相模原市立淵野辺東小学校 | 相模原市立共和中学校 |

## 交通

### 鉄道
町内に鉄道駅はない。

### 道路
- 国道16号

## 施設
- 相模原市立淵野辺東小学校
- 相模中央自動車学校
- 龍像寺

## その他

### 日本郵便
- 郵便番号 : 252-0203[3]（集配局 : 相模原郵便局[14]）。